# Cristian Cominelli
Cristian Cominelli (Breno, 22 maggio 1988) è un ciclocrossista e mountain biker italiano, campione del mondo 2009 della staffetta a squadre di cross country.

## Carriera
Cominelli inizia la sua carriera giocando nella squadra calcistica del suo paese, l'U.S. Sellero-Novelle, dove il padre, Maurizio Cominelli, era impiegato come preparatore atletico. Parallelamente inizia anche a gareggiare come mezzofondista nell'Atletica Vallecamonica, società di Breno.
Con la costituzione del Team Exodus, squadra ciclistica della polisportiva sellerese, inizia a correre in bici disputando alcune buone gare, grazie alle quali viene notato dalla Gewiss-Bianchi di Felice Gimondi. Le sue prime vittorie importanti sono quelle del campionato italiano di ciclocross Allievi e del tricolore di MTB Allievi nel 2004. Nella stagione 2005-2006 conclude al quarto posto la Coppa del mondo di ciclocross Juniores; è anche campione italiano di cross country Juniores nel 2006.
Nel dicembre 2007, neanche diciannovenne, si classifica secondo al Ciclocross del Ponte a Faè di Oderzo. Il 6 gennaio 2008 a Scorzè conquista, piazzandosi secondo nella gara Open vinta da Marco Aurelio Fontana, il titolo italiano Under-23 di ciclocross. Il 26 gennaio seguente si classifica quindi terzo nella prova Under-23 ai mondiali di specialità tenutisi a Treviso.
Nel gennaio 2009, dopo il secondo titolo nazionale Under-23, è quarto classificato nella prova Under-23 ai mondiali di ciclocross a Hoogerheide. Nel settembre dello stesso anno a Canberra è quindi campione del mondo di mountain biking, nel quartetto della staffetta di cross country con Marco Aurelio Fontana, Gerhard Kerschbaumer ed Eva Lechner. Questo risultato fa seguito all'argento mondiale di specialità vinto nel 2006 e al bronzo del 2008.
Nel gennaio 2010 è tricolore Under-23 di ciclocross per la terza volta consecutiva. Dal 2010 al 2012 è convocato in Nazionale per la gara Elite dei Campionati del mondo di ciclocross; non va però oltre un 22º posto, colto nel 2010. Nell'ottobre 2011 si aggiudica il Trofeo Rigoni di Asiago di ciclocross davanti a Enrico Franzoi, e pochi mesi dopo è medaglia di bronzo ai campionati italiani Open di ciclocross.
Nella stagione 2015-2016 si aggiudica tre gare del calendario nazionale di ciclocross, tra cui due prove del Giro d'Italia, ed è ancora terzo ai tricolori Open di specialità. Nelle stagioni seguenti è sempre giù dal podio ai tricolori, vince comunque alcune gare nazionali e, nel 2020, l'undicesima edizione del Giro d'Italia di ciclocross. Nel 2017 e nel 2020 torna anche a rappresentare l'Italia nella gara Elite dei mondiali di ciclocross. Nel 2017 è convocato in Nazionale anche per i campionati del mondo di marathon.

## Palmarès

### Cross
- 2005-2006 (Juniores)

Campionati italiani, Juniores
- 2007-2008

Campionati italiani, Under-23
- 2008-2009

Campionati italiani, Under-23
- 2009-2010

Campionati italiani, Under-23
- 2011-2012

Trofeo Rigoni di Asiago (Asiago)
- 2015-2016

Memorial Ugo Somigli, 2ª prova Giro d'Italia (Portoferraio)
Memorial Berionni & Perego (Brugherio)
Ciclocross di Pescia Romana, 4ª prova Giro d'Italia (Montalto di Castro)
- 2016-2017

Gran Premio Città di Vittorio Veneto, 4ª prova Master Cross Selle SMP (Vittorio Veneto)
- 2017-2018

Gran Premio Città di Vittorio Veneto, 5ª prova Master Cross Selle SMP (Vittorio Veneto)
- 2019-2020

Il Melo Cup, 1ª prova Master Cross Selle SMP (Cles)
Gran Premio Città di Jesolo, 4ª prova Giro d'Italia (Jesolo)
Classifica generale Giro d'Italia

### MTB
- 2009

Campionati del mondo, Staffetta a squadre

## Piazzamenti

### Competizioni mondiali
- Campionati del mondo di ciclocross

Sankt Wendel 2005 - Juniores: 22º
Zeddam 2006 - Juniores: 53º
Hooglede-Gits 2007 - Under-23: 30º
Treviso 2008 - Under-23: 3º
Hoogerheide 2009 - Under-23: 4º
Tábor 2010 - Elite: 20º
St. Wendel 2011 - Elite: 31º
Koksijde 2012 - Elite: 50º
Bieles 2017 - Elite: 35º
Dübendorf 2020 - Elite: 31º
Ostend 2021 - Elite: 28º
- Campionati del mondo di mountain bike

Livigno 2005 - Cross country Juniors: 7º
Rotorua 2006 - Cross country Juniors: 5º
Rotorua 2006 - Staffetta a squadre: 2º
Fort William 2007 - Cross country Under-23: 18º
Val di Sole 2008 - Cross country Under-23: 33º
Val di Sole 2008 - Staffetta a squadre: 3º
Canberra 2009 - Cross country Under-23: 40º
Canberra 2009 - Staffetta a squadre: vincitore
Mont-Sainte-Anne 2010 - Cross country Under-23: 33º
- Campionati del mondo di mountain bike marathon

Singen 2017 - Marathon: 43º

### Competizioni europei
- Campionati europei di ciclocross

Pontchâteau 2005 - Juniores: 11º
Lievin 2008 - Under-23: 23º
Silvelle 2019 - Elite: 24º
Rosmalen 2020 - Elite: 21º
- Campionati europei di mountain bike

Pesi Bassi 2009 - Cross country Under-23: 7º